# Mokarta
Il sito archeologico di Mokarta è uno dei più significativi insediamenti della tarda età del bronzo finora scoperti nella Sicilia occidentale. Il sito è sul Monte Mokarta, un rilievo collinare a forma ovale alto 365 m s.l.m. a circa 5 km a sud di Salemi, latitudine 37,803° N, longitudine 12,757° E. La sua parte più alta è denominata Cresta di Gallo. Il sito archeologico è interessato da diversi insediamenti preistorici che coprono un'area di 30 ettari e l'arco temporale a cavallo tra la fine dell'età del bronzo e gli inizi dell'età del ferro.

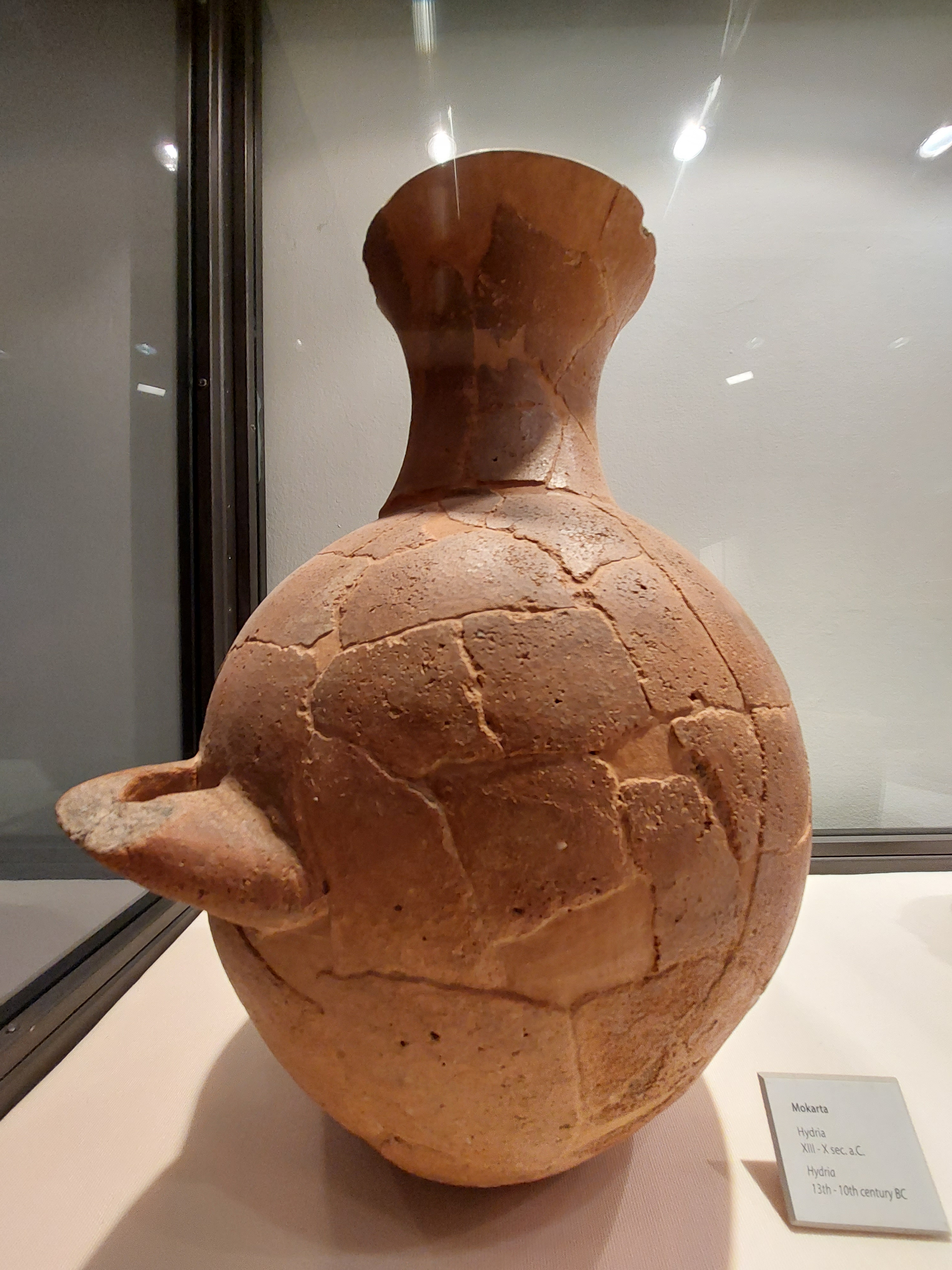
Hydria (XIII-X sec. a.C.), museo civico di Salemi.

Certamente fu il più grande centro abitato che precede la fondazione di Selinunte. La presenza di una sorgente rende il luogo particolarmente idoneo per l'insediamento di un agglomerato rurale. Scavi recenti nell'abitato di Mokarta hanno messo in luce uno strato di detriti di materiali databili nel corso dell'XI secolo a.C. che dimostrano come il villaggio fu devastato da un incendio e mai più ricostruito. L'abbandono di Mokarta, oltre che totale e definitivo, fu anche repentino. Infatti lo scheletro di una giovane donna è stato rinvenuto davanti all'ingresso di una delle capanne, probabilmente intrappolata dal cedimento del tetto durante la fuga. Tale rinvenimento rafforza la tesi che il villaggio fu distrutto e abbandonato repentinamente.
Su tutta la vasta superficie del pianoro sommitale non si percepiscono tracce di frequentazione sino al periodo medievale quando nelle vicinanze venne impiantato un castello. Recenti prospezioni geofisiche, carotaggio, analisi delle informazioni d'archivio e confronto con i dati archeologici esistenti mostrano che l'insediamento di Mokarta era molto più ampio e complesso di quanto si pensava precedentemente e rafforza l'interpretazione secondo la quale può essere considerato uno degli insediamenti più importanti della Sicilia occidentale nella tarda età del bronzo.
L'insediamento era costituito da capanne a pianta circolare con la caratteristica peculiare di avere un doppio ingresso. La vasta necropoli riscontrata lungo i fianchi della collina ha tombe del tipo “a grotticella” ricavate nella roccia. Le tombe a grotticella artificiale, scavate nella roccia, sono circa un centinaio e sono costituite da una piccola cella a pianta circolare (diametro medio 1,50 m) o ellittica. Spesso il prospetto semiellittico o quadrangolare è preceduto da un piccolo corridoio (dromos) di accesso, intagliato nella parete rocciosa e con volta a calotta o ogivale. All'interno delle sepolture sono stati rinvenuti i resti di più inumati con semplici corredi costituiti da vasi, tra i quali ricorrono spesso ciotole carenate e coppe, poste sul lato dei piedi.

## Il Castello di Mokarta
Nelle vicinanze del sito archeologico fu costruito in età medievale il Castello di Mokarta. Oggi è ridotto a un cumulo di macerie, anche se fino all'immediato dopoguerra conservava ancora qualche struttura in elevato. Non è stato mai oggetto di studio e di scavo archeologico ed è stato genericamente ritenuto di età arabo-normanna. In effetti, questa datazione di tipo approssimativo può essere scaturita dall'etimologia dello stesso nome, di probabile origine araba. Il monumento fra l'altro attualmente di difficile lettura perché ingombro di massi provenienti dalla spietratura agricola, ma da una sommaria visone dell'area sembra che possa occupare una superficie di circa 500 m².
La più antica notizia è del 1310, grazie alla quale apprendiamo che Pedro de Sanclemente, cavaliere catalano capostipite della nobile famiglia Sanclemente, ramo siciliano dei Santcliment di Barcellona, il quale aveva ottenuto la castellania di Salemi, fu, a partire dal 1282, signore del feudo di Gibilichaleph, termine di chiara origine araba che sta a significare "piccola altura di Haleph", chiamato in seguito Mucharda e poi Moxharta. Il feudo si trovava nel territorio di Salemi, presso Gibiluasili, un tenimento di terre da esso distinto del quale Pedro era parimenti feudatario. Gli successe Claramunda de Sanclemente, sua parente, alla morte della quale il feudo, il casale ed il tenimento di terre passarono alla Regia Curia; quindi re Federico III di Sicilia, con privilegio dato in Messina il 9 novembre 1310, assegnò il feudo a Simone de Curtibus, che in cambio fu obbligato a fornire un cavallo armato ogni 20 onze di rendita della terra, mentre Gibiluasili fu concesso a Guglielmo de Curtibus (Guglielmo Scurto).
In seguito il casale fu fortificato e quindi indicato come castello che a ogni modo ebbe vita breve e andò subito in rovina. Il nome subì varie mutazioni, dall'iniziale Mucharda si passò a Moyharda, così chiamato dal Fazzello, successivamente in Moiarda, quindi Moxharta di cui la baronia fu appannaggio di don Giuseppe Sanclemente e, in seguito, dei Fardella di Trapani e infine l'attuale Mokarta. L'importanza del castello, e successivamente delle sue rovine, si deve soprattutto alla sua posizione che costituiva un importante punto di riferimento per i topografi dell'epoca.